# Márcio Araújo (futbolista)
Márcio Araújo (11 de junio de 1984) es un futbolista brasileño que se desempeña como centrocampista.
Jugó para clubes como el Corinthians Alagoano, Atlético Mineiro, Guarani, Kashiwa Reysol, Palmeiras, Flamengo, Chapecoense, CSA y Sport.

## Trayectoria

### Clubes
| Club                 | País   | Año         |
| -------------------- | ------ | ----------- |
| Corinthians Alagoano | Brasil | 2003        |
| Atlético Mineiro     | Brasil | 2003 - 2009 |
| Guarani              | Brasil | 2005        |
| Kashiwa Reysol       | Japón  | 2007        |
| Palmeiras            | Brasil | 2010 - 2013 |
| Flamengo             | Brasil | 2014 - 2017 |
| Chapecoense          | Brasil | 2018 - 2019 |
| CSA                  | Brasil | 2020        |
| Sport                | Brasil | 2020 -      |